# Synagoga Moszka Krela i Moszka Bergera w Łodzi
Synagoga Moszka Krela i Moszka Bergera w Łodzi – prywatny dom modlitwy znajdujący się w Łodzi przy ulicy Rzgowskiej 10.
Synagoga została zbudowana w 1891 roku z inicjatywy Moszka Krela i Moszka Bergera. Podczas II wojny światowej hitlerowcy zdewastowali synagogę.